# إليشا براون
إليشا براون (بالإنجليزية: Elisha Brown)‏ هو سياسي أمريكي، ولد في 25 مايو 1717 ببروفيدنس في الولايات المتحدة، وتوفي في 20 أبريل 1802 بنورث بروفيدانس في الولايات المتحدة.